# 휴대 전화 소설

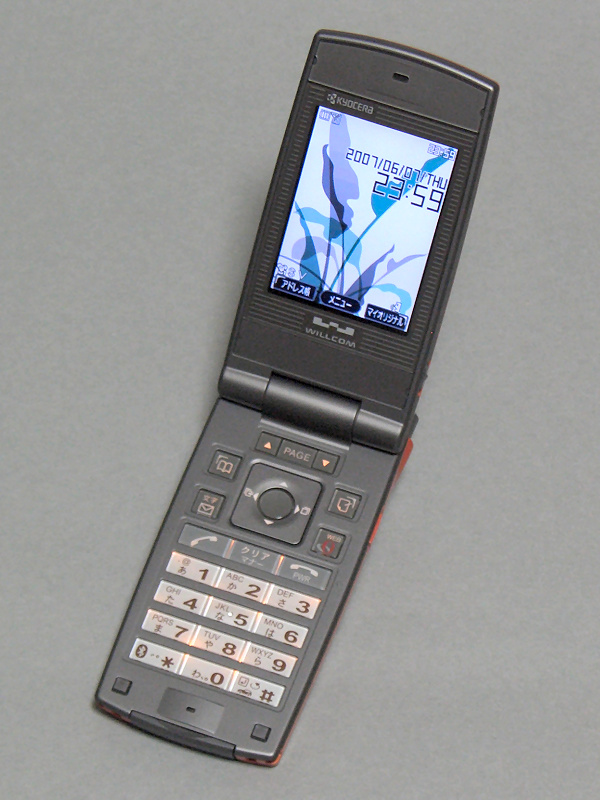
휴대 전화 소설을 읽는 주요 매체가 되는 일본의 휴대 전화

휴대 전화 소설(携帶電話小說, ケータイ小説)은 휴대 전화를 사용하여 집필된 소설(온라인 소설, 전자 도서)이다.

## 개요
PC를 사용하여 작성되는 경우도 있지만 대부분은 휴대 전화를 사용하여 작성된다. 일반 웹사이트가 아닌 휴대폰용 사이트에서 공개된다. 인터넷의 소설 투고 사이트 등에서 발표되는 온라인 소설의 한 형태이지만, 매체의 차이에서 명확하게 구별된다. 일본에서의 휴대 전화 소설이 시초로 알려진 사람은 요시이며, 휴대 전화 소설은 2000년대에 탄생한 청소년 문화로서 주목되고 문학, 사회학, 교육, 마케팅론, 미디어론 등 각종 방면에서 언급되었다. 이후 이들이 일본식 인터넷 소설의 시초가 된다.

## 같이 보기
- 일본의 휴대전화 문화
- 단문 메시지 서비스
- 라이트 노벨
- 비주얼 노벨
- 온라인 소설